# Монастырь Святого Стефана (Дарашамб)
Дарашамб (арм. Դարաշամբ), также монастырь Сурб-Степанос Нахавка (Святого Стефана Первомученика, арм. Սուրբ Ստեփանոս վանք) — армянский монастырь в исторической области Васпуракан, на севере Ирана, в остане Восточный Азербайджан, в 18 км к юго-западу от города Джульфа. Расположен в глубоком каньоне на правом берегу реки Аракс вблизи покинутого села Дарашамб. Включен в список мирового наследия ЮНЕСКО.

## История
Монастырский комплекс Святого Стефана Первомученика был построен в IX веке. В эпоху Сефавидов, после нескольких землетрясений подвергся перестройке.

## Галерея

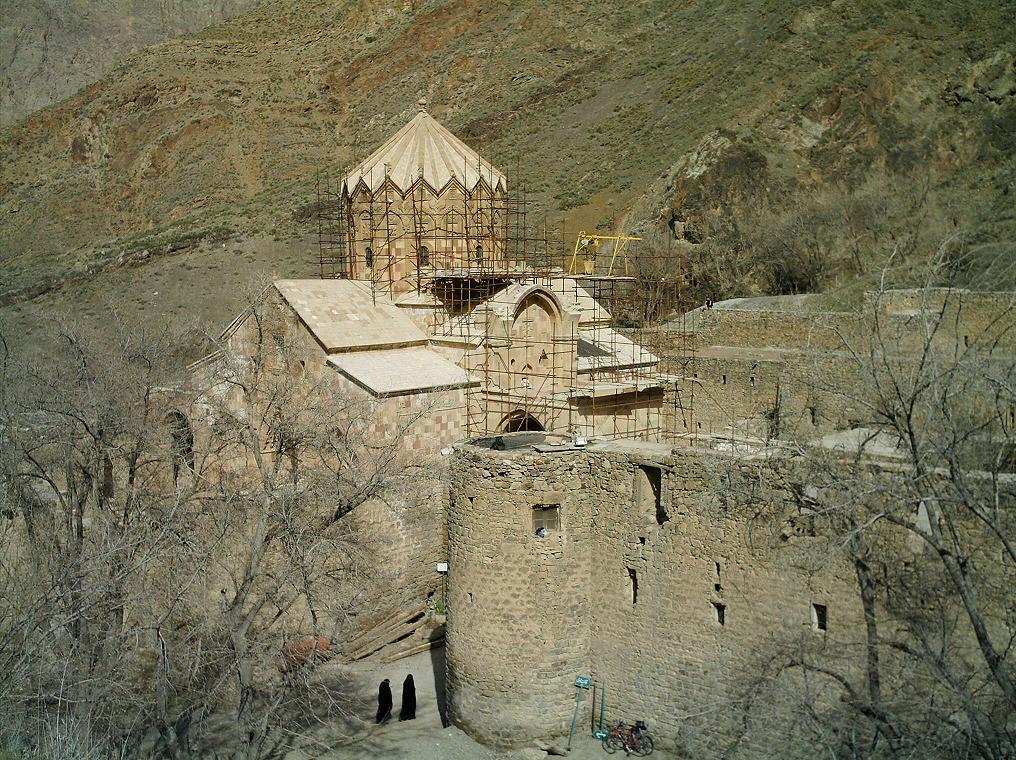
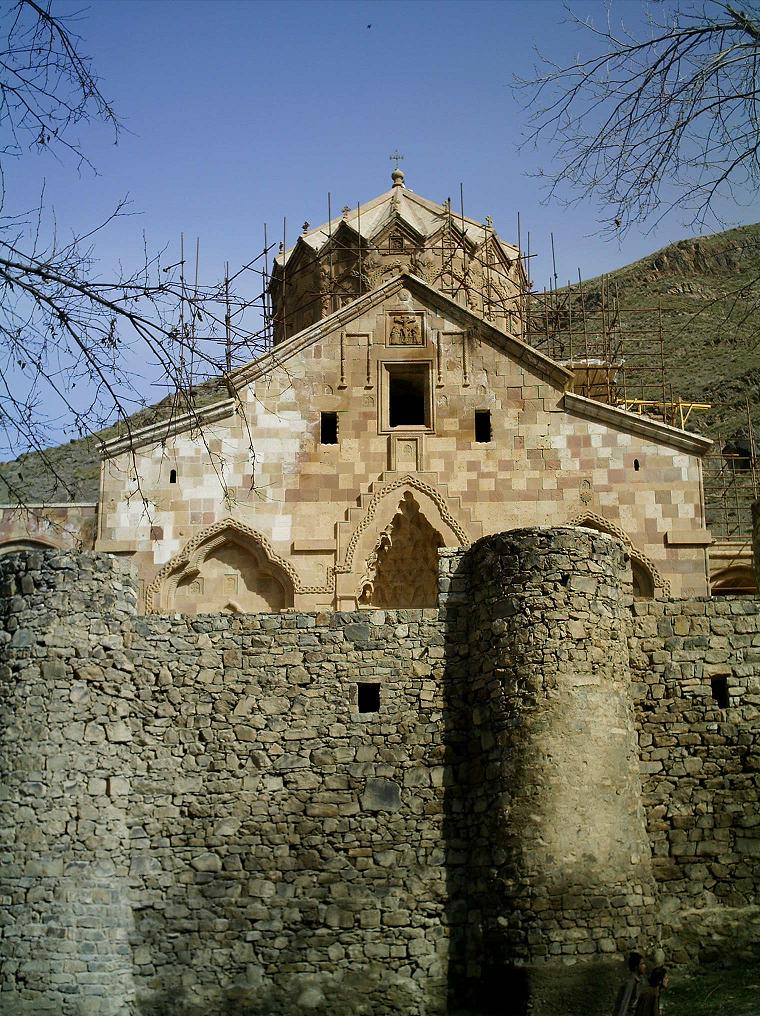
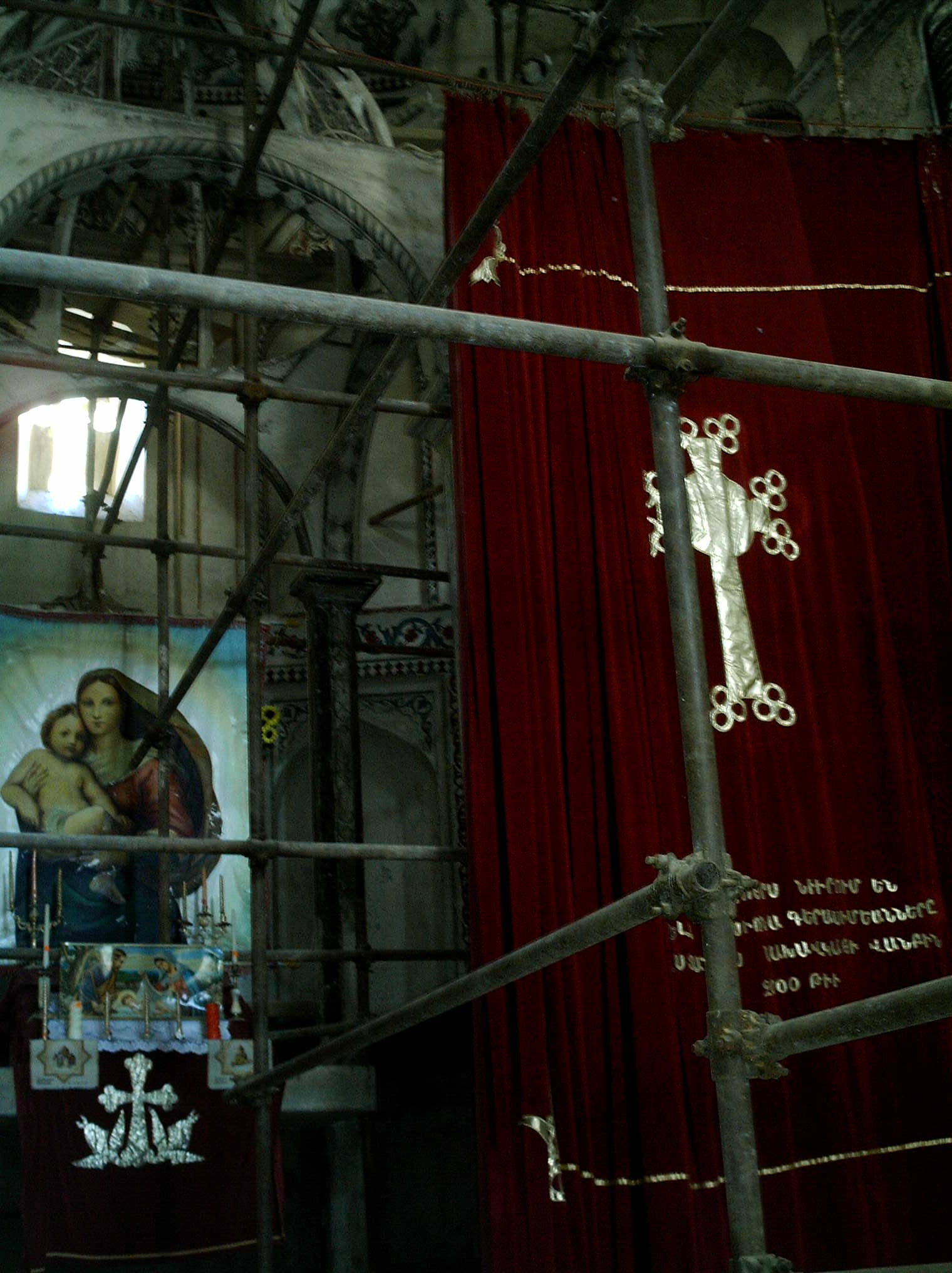
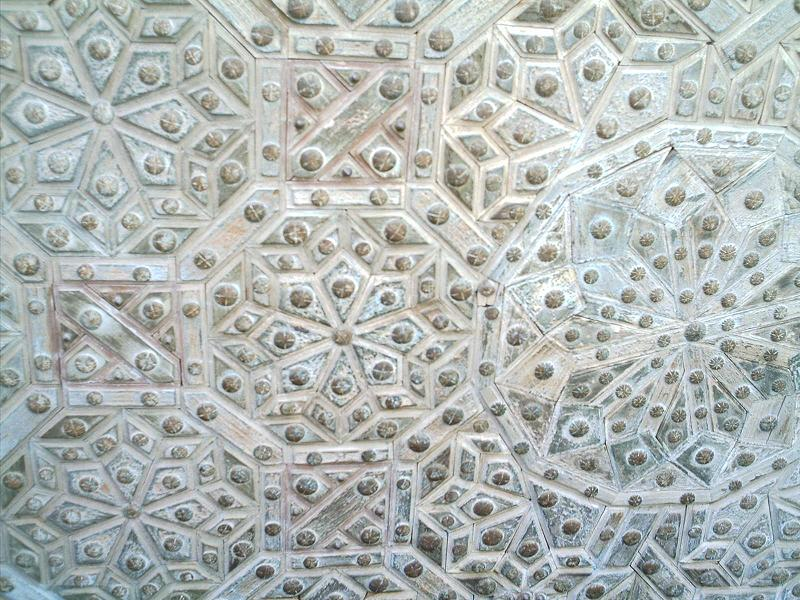
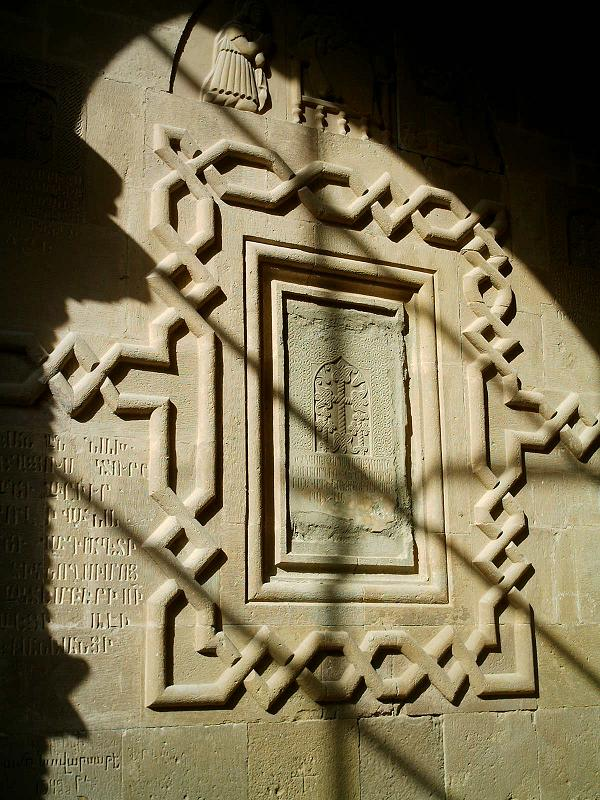
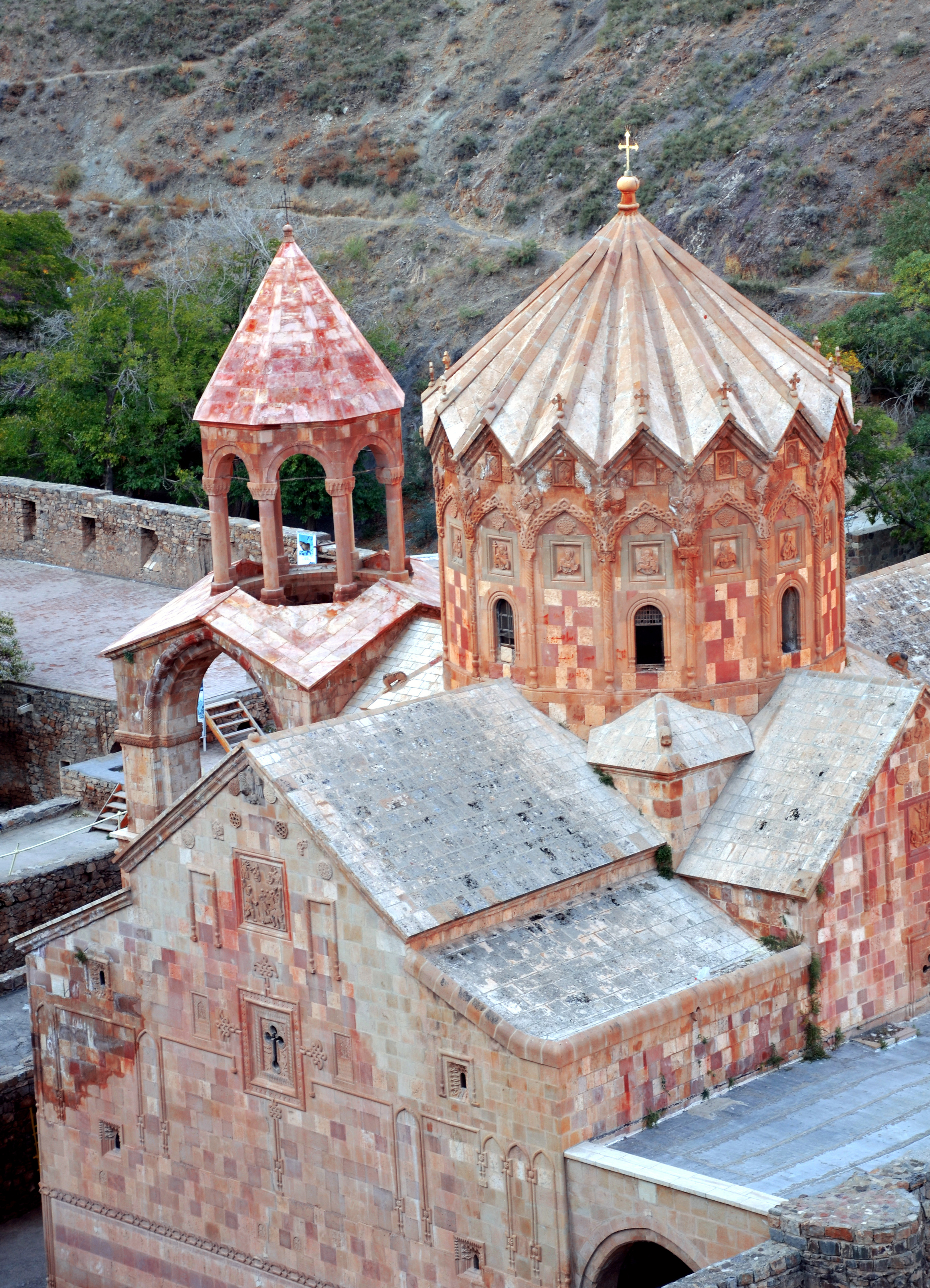
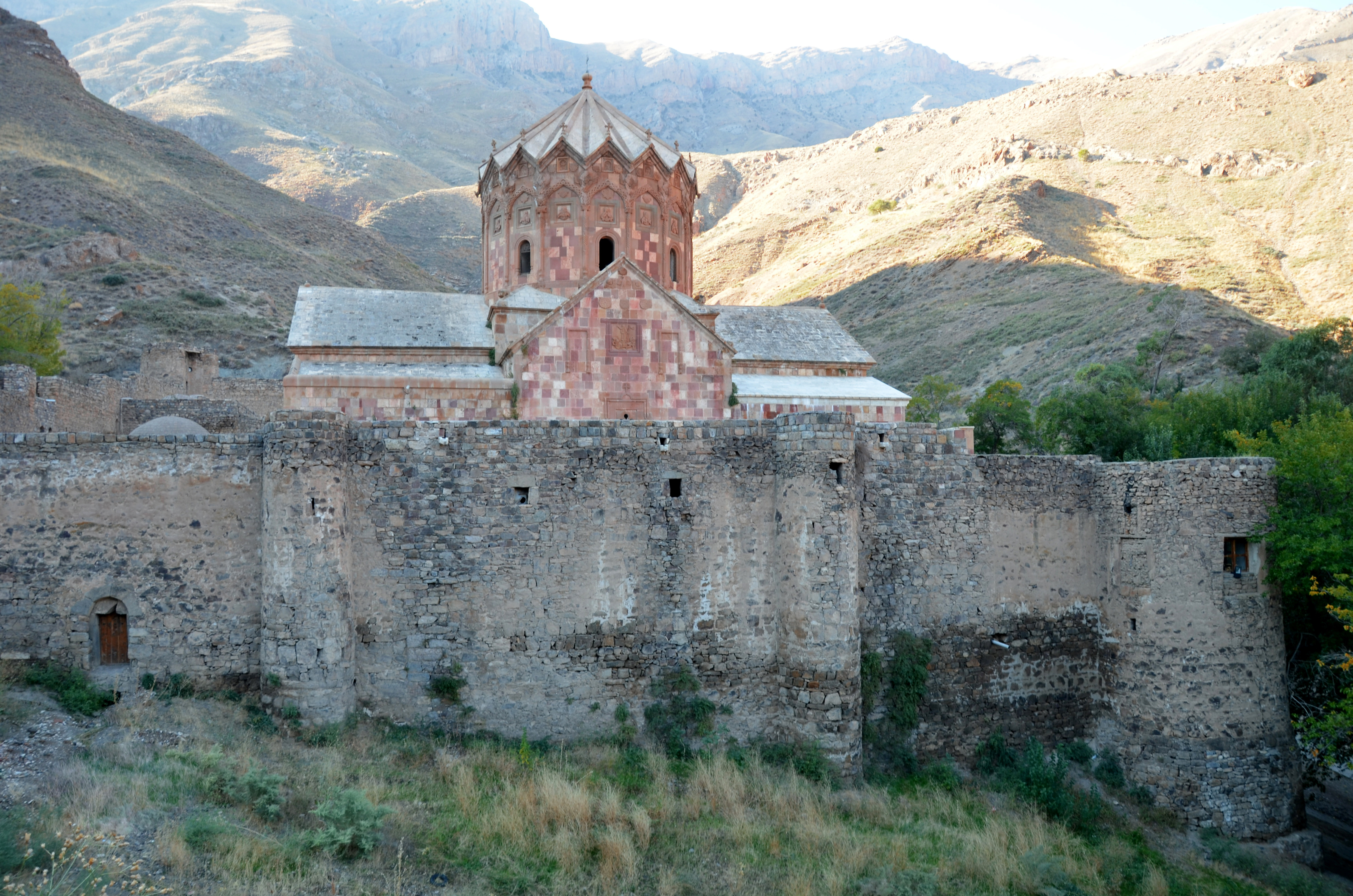
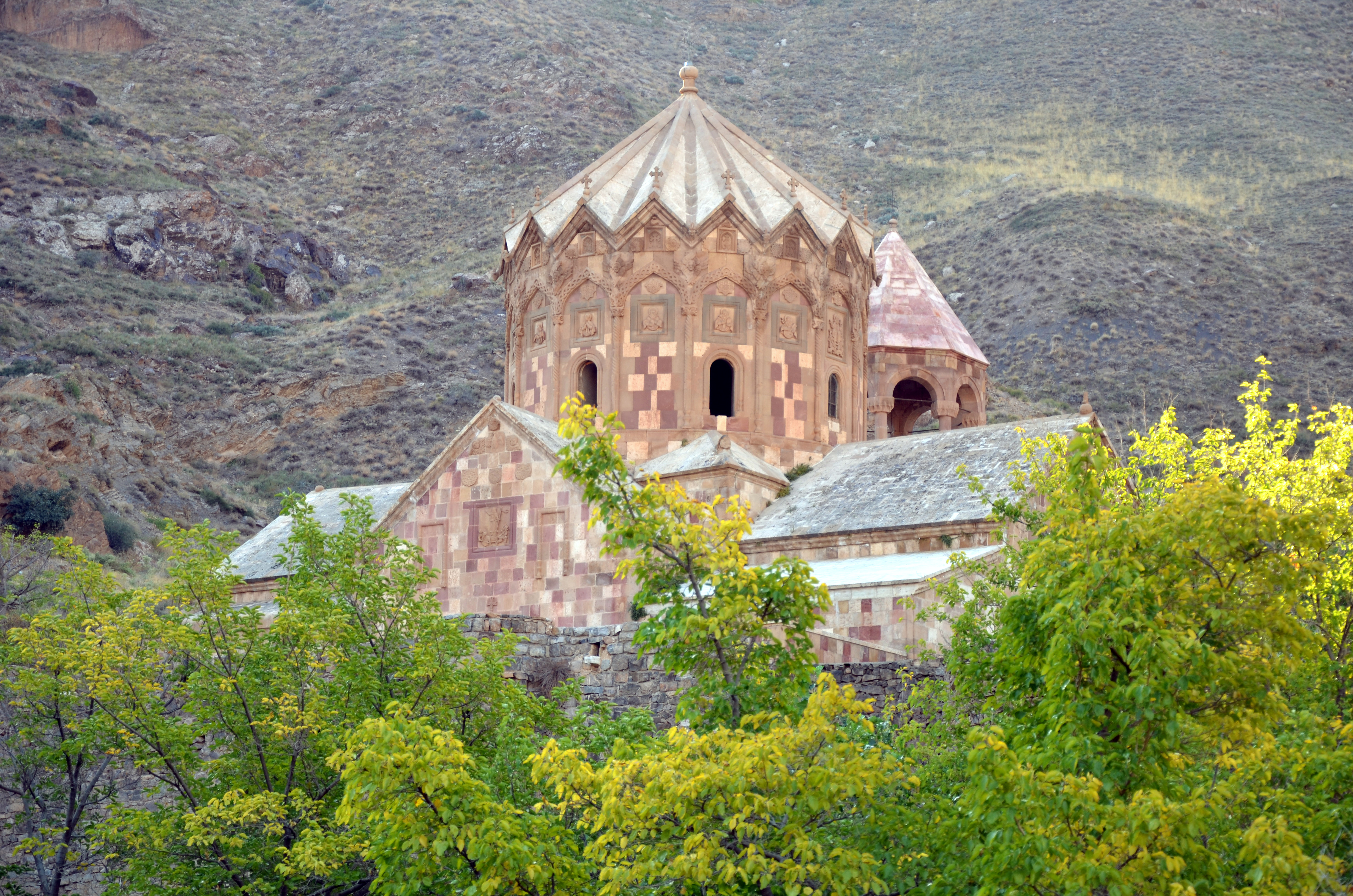
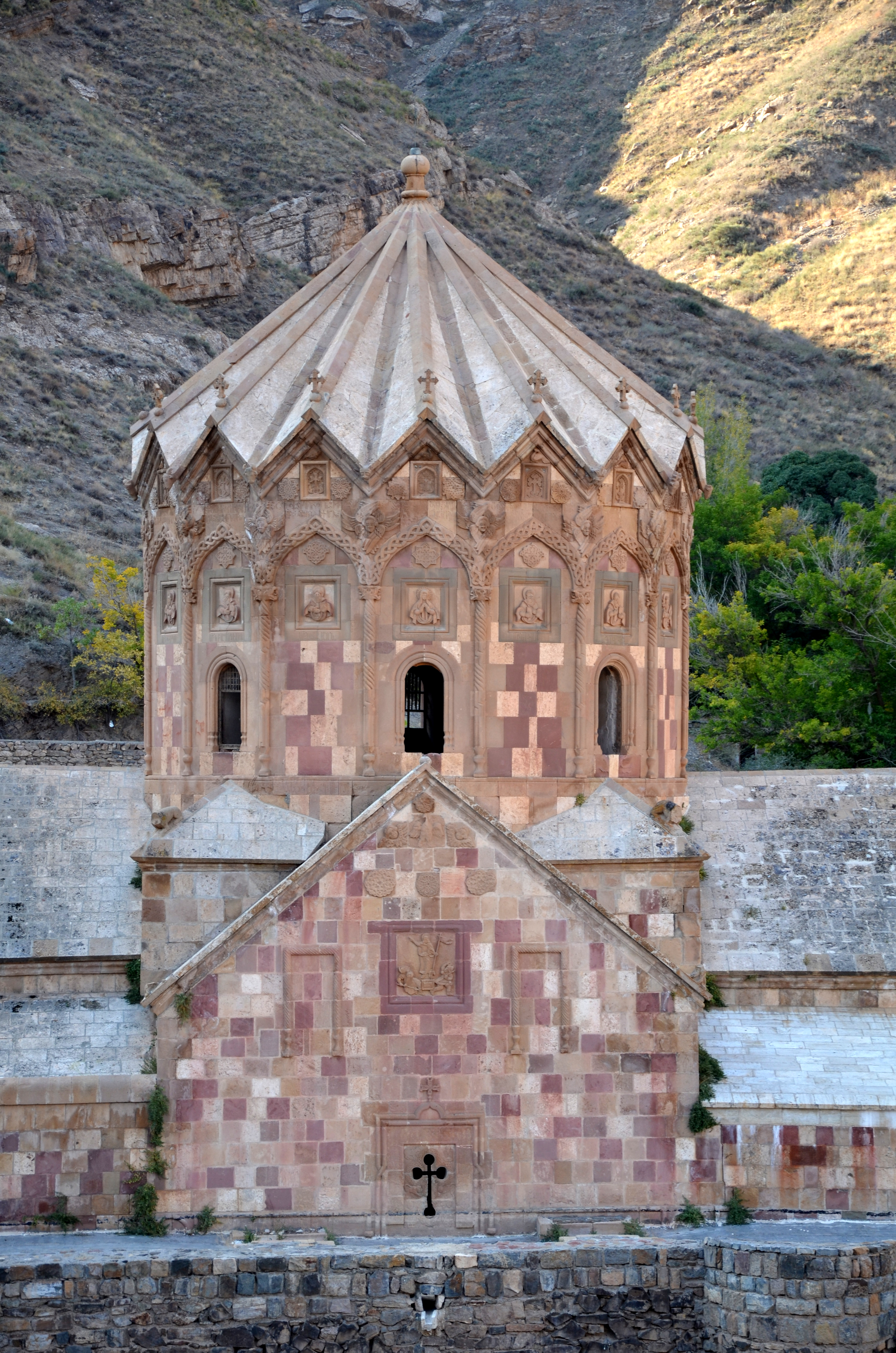
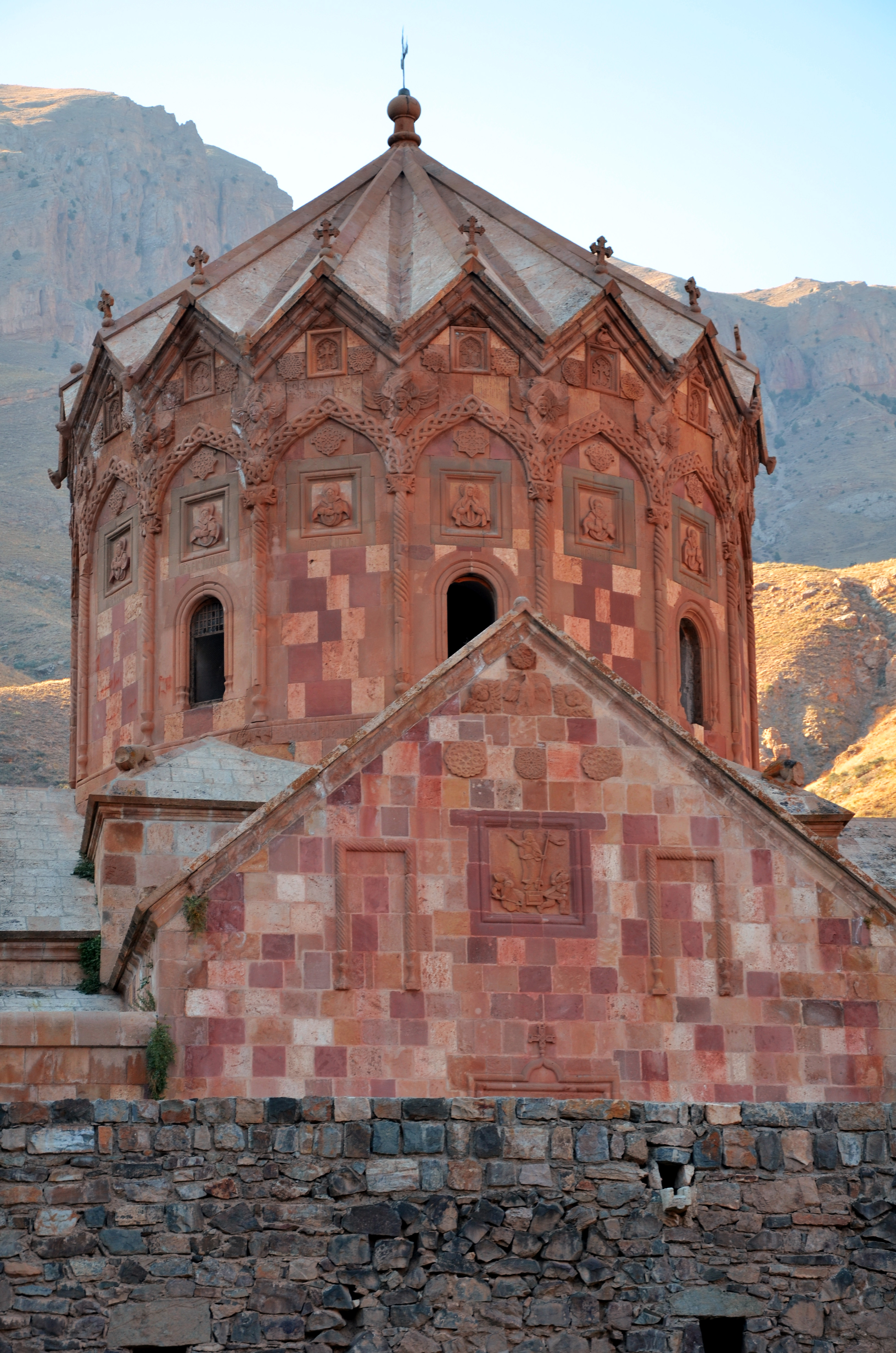
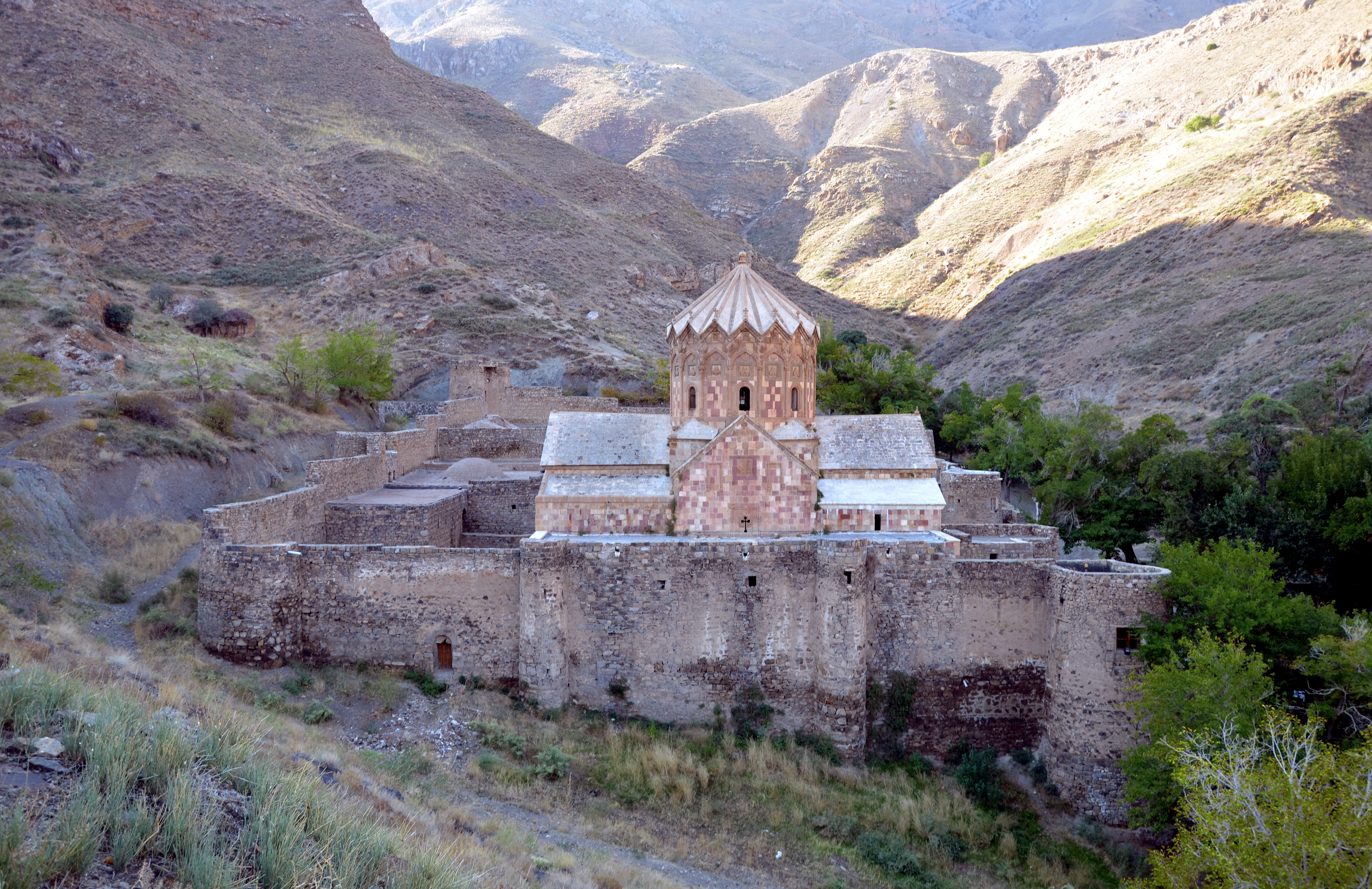
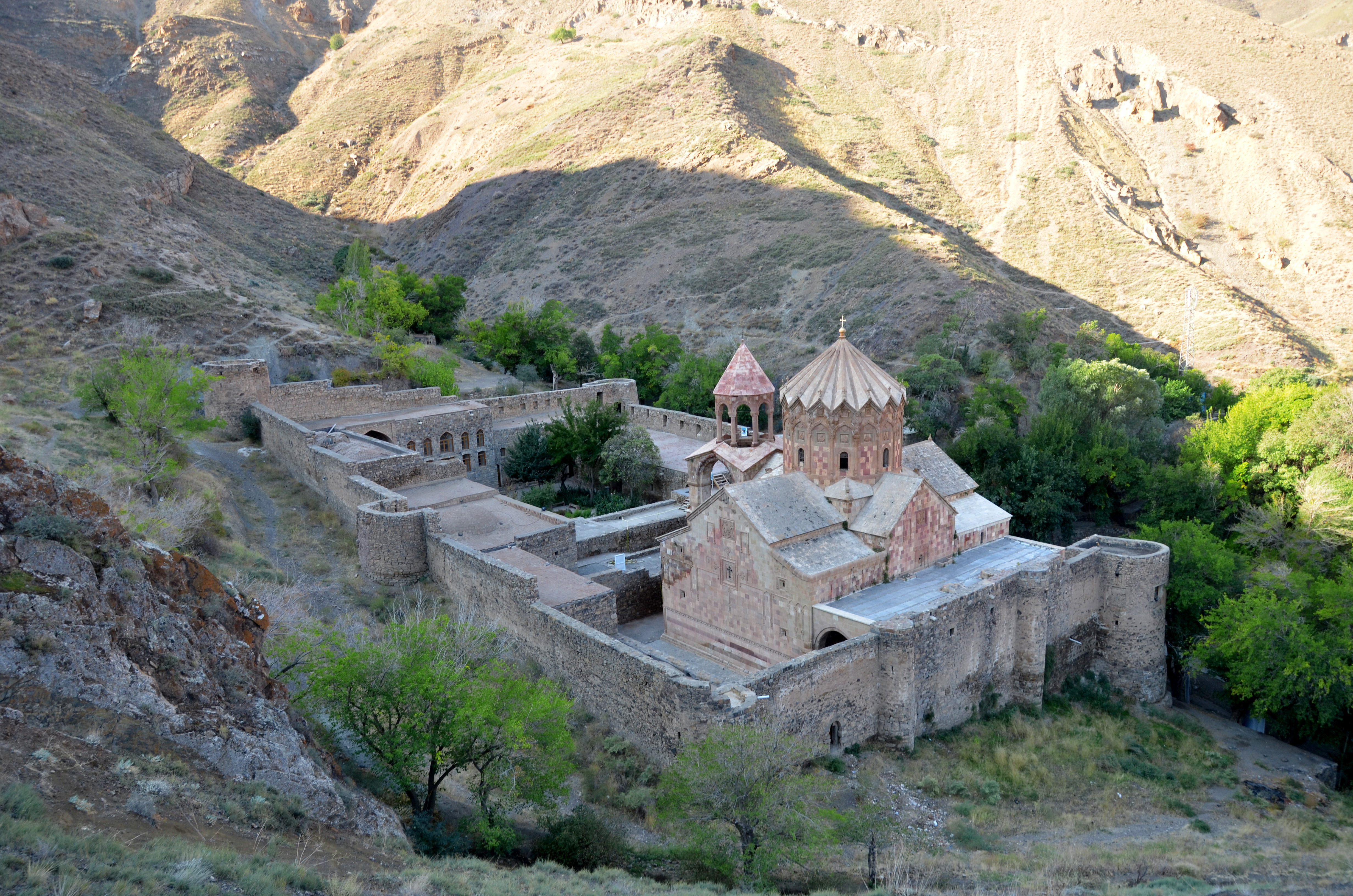
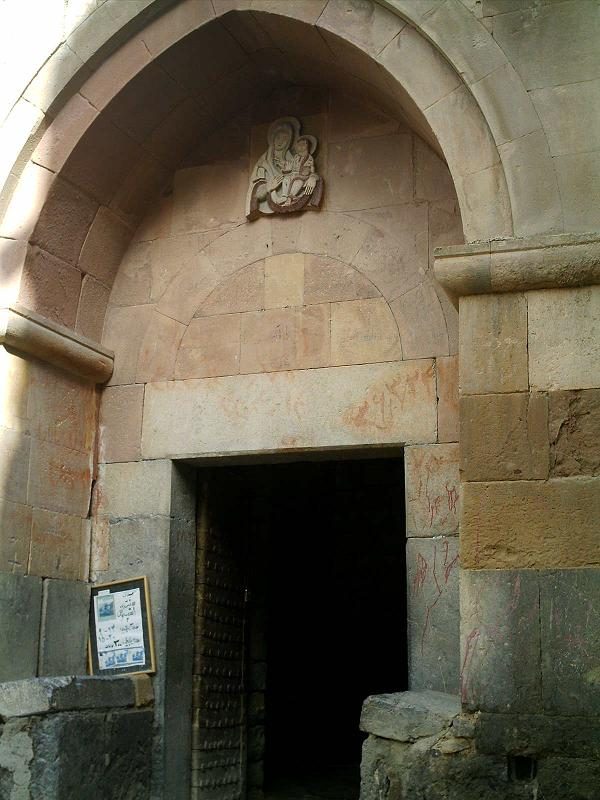
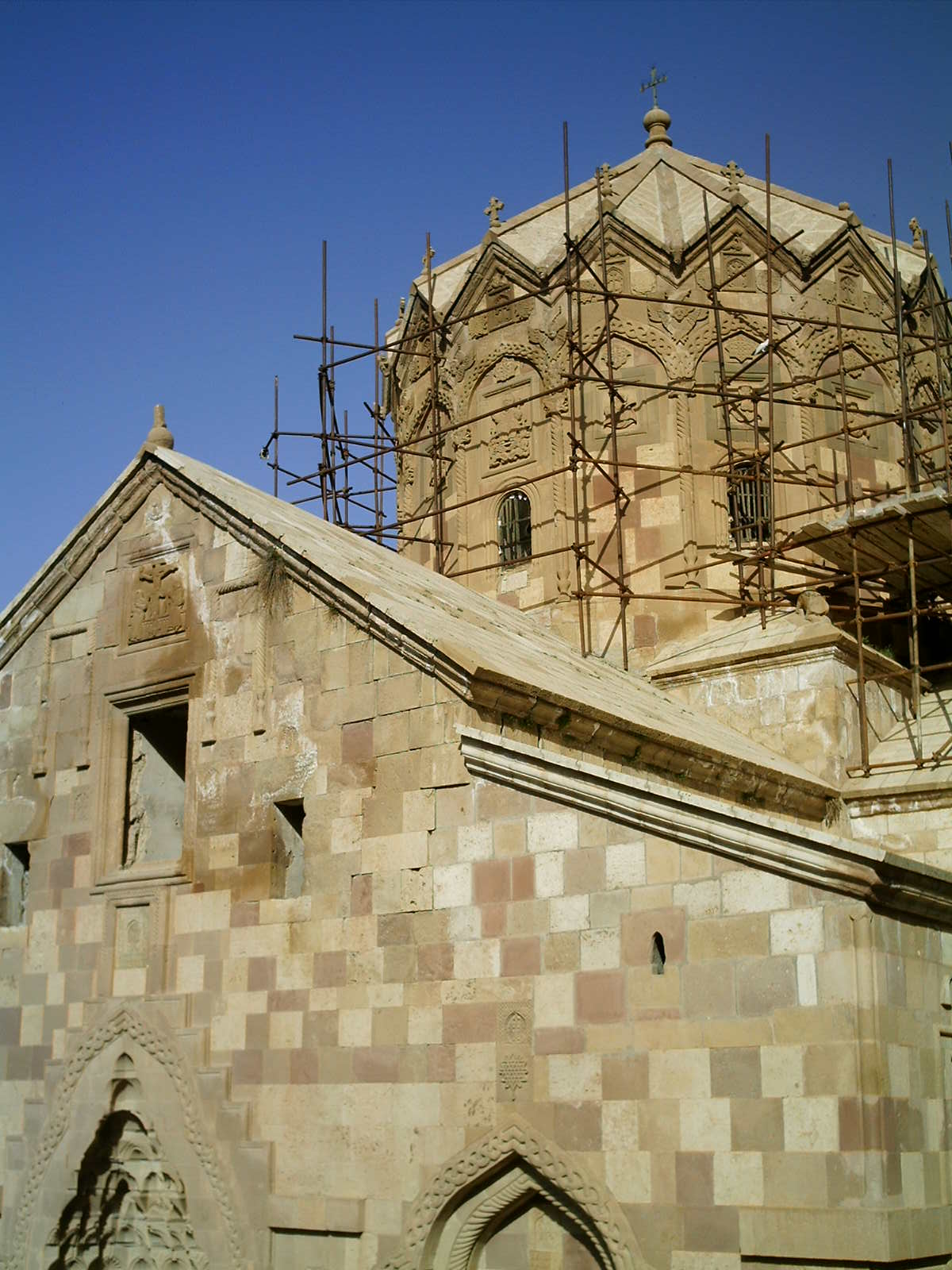